# Avon (California)
Avon es un área no incorporada ubicada en el condado de Contra Costa en el estado estadounidense de California.

## Geografía
Avon se encuentra ubicada en las coordenadas 38°1′58″N 122°4′31″O / 38.03278, -122.07528.